# Mönchstraße 58 a (Stralsund)
Das Gebäude Mönchstraße 58 a in Stralsund ist ein denkmalgeschütztes Bauwerk in der Mönchstraße.

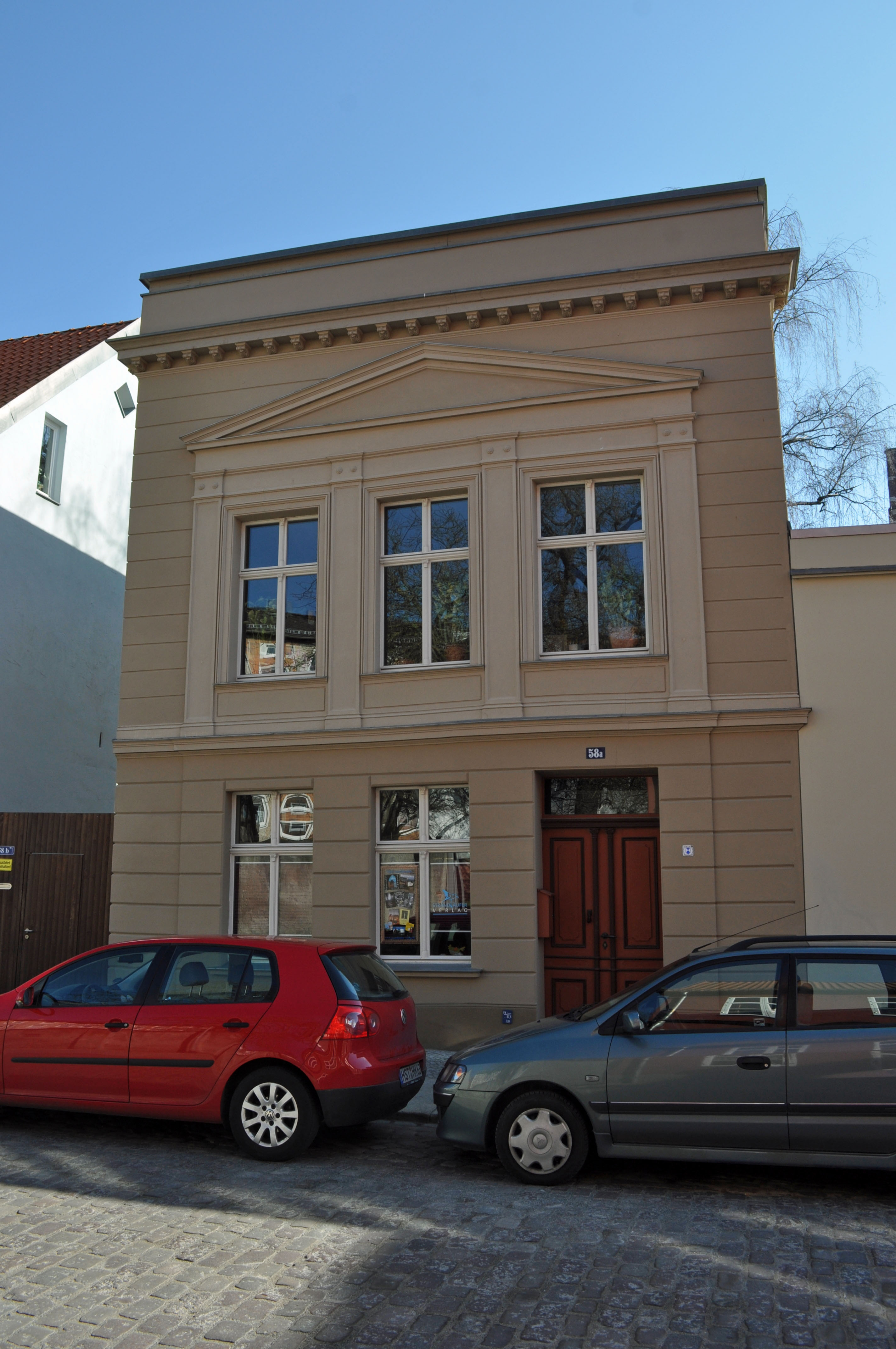
Haus Mönchstraße 58 a in Stralsund (2012)

Das zweigeschossige, dreiachsige Haus wurde Mitte des 19. Jahrhunderts errichtet. Die drei Fenster im Obergeschoss sind in einer portikusartigen Vorlage gefasst. Ein Konsolgesims schließt die verputzte Fassade nach oben ab.
Das Haus im Kerngebiet des von der UNESCO als Weltkulturerbe anerkannten Stadtgebietes des Kulturgutes „Historische Altstädte Stralsund und Wismar“ ist in die Liste der Baudenkmale in Stralsund eingetragen.